# نادي فريجوس
نادي فريجوس (بالفرنسية: Etoile Sportive Fréjusienne)‏ نادي كرة قدم فرنسي يلعب في دوري الدرجة الوطنية . تم تأسيس النادي في سنة 2009.